# Liudmila Gúrchenko
Liudmila Márkovna Gúrchenko (en ruso: Людми́ла Ма́рковна Гу́рченкo) o Liudmila Márkivna Húrchenko (en ucraniano: Людмила Марківна Гурченко; 12 de noviembre de 1935, Járkov, RSS de Ucrania-30 de marzo de 2011, Moscú, Rusia) fue una cantante y actriz soviética nacionalizada rusa.

## Biografía

### Vida personal y carrera
Lyudmila Gúrchenko nació el 12 de noviembre de 1935 en Járkov. Antes del comienzo de la II Guerra Mundial se trasladó con sus padres al sótano de un apartamento en la calle Morvynivski provulok, 17. Mientras sus progenitores trabajaban en la Sociedad Filarmónica de Járkov, Gúrchenko empezaba a hacerse conocida por tocar el bayán (acordeón ruso). Durante la ocupación alemana en Ucrania, pasó su infancia con su madre mientras su padre se alistó en el Ejército Rojo. Tras la liberación de la ciudad, Liudmila se matriculó en la Escuela de Música Beethoven donde interpretó con sus gestos al son de una canción la vida de Vitya Cherevichkin con la que fue aceptada como "prometedora actriz".
En Moscú se graduó en el Universidad Panrusa Guerásimov de Cinematografía. A los 21 años actuaría en la película musical Karnaválnaya noch (Noche del carnaval) de Eldar Ryazánov en 1956 con la que llegaría a ser una celebridad. Durante los dos años siguientes inició una gira musical por todo el país atrayendo una cuantía numerosa de fanes.[cita requerida]

### Críticas políticas
Sin embargo, el Ministerio de Cultura de la Unión Soviética alegaba que su estilo era demasiado "occidental" y alejado de los estándares del Soviet. Fue acusada de cobrar demasiado por sus actuaciones y llegó a ser blanco de las críticas por parte de los periódicos afines al gobierno como Chechiotka nalevo y Komsomólskaya Pravda en 1957 y Dosifeievskiye nravy un año después, En este último, por su supuesta falta de patriotismo. En 1958 estrenó Dévuska s gitaroi, rodada poco antes de que los periódicos salieran a la luz. La película fue censurada y no obtuvo beneficios en la cartelera.
A pesar de sufrir la persecución de su gobierno, fue considerada One-hit wonder, aunque no le valió para conseguir papeles importantes en las películas. De acuerdo con la época que se vivía le estuvo vetada la participación en producciones cinematográficas y teatrales durante varios años. Durante las dos décadas posteriores estuvo peleando por conseguir algún papel mientras viajaba por el país realizando espectáculos y números musicales.

### Despegue en su carrera
A mediados de los 70 su carrera volvió a despegar con un éxito discreto. En 1979 apareció en la película de Andréi Konchalovski: Siberiada y en 1982 con Vokzal dlya dvoij bajo la dirección de Eldar Ryazánov con la que se convirtió en uno de los directores más prolíficos del país, en cambio, para Gúrchenko le sirvió para volver al estrellato del cine soviético. Años después aparecería en varios programas de televisión. En 1983 recibió el título de Artista del pueblo de la URSS.
En 2010 volvió a ser galardonada con la medalla de segunda clase de la Orden del mérito de la patria (años atrás fue condecorada con la tercera clase en 2005 y la cuarta en 2000), siendo esta, una de las mayores condecoraciones civiles de la Rusia Postsoviética. A los 70 años continuó su carrera y aparecía con frecuencia en varias galas.[cita requerida]

### Fallecimiento
El 14 de febrero de 2011 sufrió un accidente doméstico al caerse y fracturarse la cadera y fue hospitalizada de inmediato y operada al día siguiente. Su estado de salud fue empeorando hasta que el 30 de marzo falleció (aunque no se sabe si por complicaciones en el quirófano o por un paro cardíaco.
Pocos días después fue enterrada en el cementerio Novodévichi.

## Obras

### Teatro[7]

#### Teatro Sovremennik
| Año  | Obra               | Compuesta (Director)                | Personaje   |
| ---- | ------------------ | ----------------------------------- | ----------- |
| 1963 | Bez kresta         | Vladimir Tendriakov (Oleg Yefremov) | Doyarka     |
| 1963 | V deny svadby      | Viktor Rozov (Oleg Yefremov)        | Mayka       |
| 1964 | Starshaya sestra   | Aleksandr Volodin (Oleg Yefremov)   | -           |
| 1964 | Cyrano de Bergerac | Edmond Rostand Igor Kvasha          | Roxana      |
| 1964 | Vsegda v prodazhe  | Vasiliy Aksionov (Oleg Yefremov)    | Sra Truvach |
| 1965 | Golyý korol        | Yevgeni Shvarts (Mara Mikaelian)    | Gobernadora |
| 1966 | Vechno zhivyie     | Viktor Rozov (Oleg Yefremov)        | Tanechka    |

#### Teatro Kinoaktiora
| Año  | Obra          | Compuesta (Director)                 | Personaje          |
| ---- | ------------- | ------------------------------------ | ------------------ |
| 1964 | Rojo y negro  | Stendhal Sergei Gerasimov            | Matilda de la Mole |
| 1965 | Kiss Me, Kate | Cole Porter (David Livnev)           | Bianca             |
| 1966 | La dama boba  | Lope de Vega Yevgeniy Radomyslenskiy | -                  |

#### Teatro Drugiye
| Año  | Obra                                            | Compuesta (Director)                                                              | Personaje      |
| ---- | ----------------------------------------------- | --------------------------------------------------------------------------------- | -------------- |
| 1991 | A choi-to ty vo frake                           | S. Nikitina y D. Sukhareva (basada en la obra de Antón Chéjov) (Iosif Reigelhaus) | Nevesta        |
| 1993 | Chestvovaniye                                   | B. Sleida (Leonid Trushkin)                                                       | -              |
| 1995 | Pole bitvy posle pobedy prinadlezhit marodioram | Edvard Radzinsky (Andrei Zhitinkin)                                               | Inga Mikhaleva |

### Filmografía
| Año     | Película                                        | Personaje                         | Observaciones                    |
| ------- | ----------------------------------------------- | --------------------------------- | -------------------------------- |
| 1956    | Doroga pravdy                                   | Lyusya                            |                                  |
| 1956    | Karnavalnaya noch                               | Lena Krylova                      |                                  |
| 1956    | Serdtse bietsya vnov                            | Tania                             |                                  |
| 1958    | Debushka s gitaroi                              | Tania                             |                                  |
| 1959    | Zviozdy vstrechayutsya v Moskve                 | Sí misma                          | Documental Dueto con Mark Bernes |
| 1960    | Roman i Francheska                              | Francheska Karrodini              |                                  |
| 1960    | Poimanyý monakh                                 | Isabella                          |                                  |
| 1961    | Baltiyskoie nebo                                | Sonia Bystrova                    |                                  |
| 1961    | Guliaschaya                                     | Khristina Prityka                 |                                  |
| 1961    | Chelovek niotkuda                               | Lena                              |                                  |
| 1963    | Ukrotiteli velosipedov                          | Rita Laur                         |                                  |
| 1964    | Zhenitba balzaminova                            | Ustinka                           |                                  |
| 1965    | Rabochiy posyolok                               | Mariya Lescheieva                 |                                  |
| 1966    | Stroitsya most                                  | Mujer                             | Cameo                            |
| 1966    | Net i da                                        | Lyusia Korableva                  |                                  |
| 1967    | Vzorvanniy ad                                   | Greta                             |                                  |
| 1969    | Belyý vzryv                                     | Vera Arsenova                     |                                  |
| 1969    | Moskva notakh                                   |                                   | TV Movie                         |
| 1970    | Odin iz nas                                     | Klava Charova                     |                                  |
| 1970    | Eksperiment                                     | Jefa de la Militsiya              |                                  |
| 1970    | Doroga na Rübezahl                              | Shura Soloviova                   |                                  |
| 1970    | Moi dobryi papa                                 | Valentina Nikolaevna              |                                  |
| 1971    | Korona Rossiyskoi imperiy, ili snoba neulovimye | Shansonetka Agrafena Zavolzhskaia |                                  |
| 1971    | Ten                                             | Pevitsa Yuliya Julie              |                                  |
| 1972    | Tsirk zhagigaet ogni                            | Lolita                            |                                  |
| 1972    | Letniye sny                                     | Galina Sakhno                     |                                  |
| 1972    | Karpukhin                                       | Ovsiannikova                      |                                  |
| 1973    | Deti Vaniushina                                 | Klavdia Schotkina                 |                                  |
| 1973    | Dacha                                           | Stepanych                         |                                  |
| 1973    | Dver bez zamka                                  | Anna Ivanovna                     |                                  |
| 1973    | Staryie steny                                   | Anna Grigoryevna                  |                                  |
| 1973    | Otkrytaia kniga                                 | Glasha Rybakova                   |                                  |
| 1975    | Shag navstrechu                                 | Valentina Stepanovna              |                                  |
| 1975    | Dnevnik direktora shkoly                        | Inna Sergeievna                   |                                  |
| 1975    | Solomennaya shliapka                            | Klara Bokardon                    |                                  |
| 1976    | Strogovy                                        | Kapitolina                        |                                  |
| 1976    | Dvadtsat dnei bez voiny                         | Nina Nikolaevna                   |                                  |
| 1976    | Mama                                            | Tía Masha                         |                                  |
| 1976    | Sentimentalnyý roman                            | Mariya Petrichenko                |                                  |
| 1976    | Prestupleniye                                   | Lyuba                             |                                  |
| 1976    | Nebesnyie lastochki                             | Korina                            |                                  |
| 1977    | Semeinaya melodrama                             | Valentina Barabanova              |                                  |
| 1977    | Vtoraya popytka                                 | Viktora Krokhina                  |                                  |
| 1977    | Obratnaya sviaz                                 | Viaznikova                        |                                  |
| 1978    | Ukhodia - ukhodi                                | Alisa Sulina                      |                                  |
| 1978    | Sibiriada                                       | Taya Solomina (60 años)           |                                  |
| 1978    | Krasavets-muzchina                              | Susanna                           |                                  |
| 1978    | Ostrova v okeane                                | Zhena Khadsona                    | TV Movie                         |
| 1978    | Benefis lyudmily Gurchenko                      | Varios personajes                 | Gala televisiva                  |
| 1979    | Pyat vecherov                                   | Tamara Vasilievna                 |                                  |
| 1980    | Idealnyý muzh                                   | Lora Chiblin                      |                                  |
| 1981    | Lyubimaya zhenschina mekhanika Gavrilova        | Margarita Soloviova               |                                  |
| 1981    | Otpusk za svoi schot                            | Ada Petrovna                      |                                  |
| 1982    | Vokzal dlya dboikh                              | Vera Nefedova                     |                                  |
| 1983    | Retsent ieio molodosti                          | Emilia Marti                      |                                  |
| 1983    | Shurochka                                       | Ryza Peterson                     |                                  |
| 1983    | Magistral                                       | Kapitolina Gvozdeva               |                                  |
| 1984    | Prokhindiada, ili beg na meste                  | Yekaterina Lyubomudrova           |                                  |
| 1985    | Aplodismenty, aplodismenty...                   | Aktrisa Goncharova                |                                  |
| 1987    | Ozhol                                           | Anna                              |                                  |
| 1987    | Pretendent                                      | Karol                             |                                  |
| 1987    | Mechtateli                                      | Apolinariya Spencer               |                                  |
| 1988    | Doroga v ad                                     | Marta Kholman                     |                                  |
| 1989    | A byl li karotin?                               | Kurnatova-Bordzhia                |                                  |
| 1990    | Imitator                                        | Pevitsa                           |                                  |
| 1990    | Nelyud, ili v rayu zapteschena okhota           | Zoya Sherstobitova                |                                  |
| 1990    | Nasha Dacha                                     | Lyudmila Kozlova                  |                                  |
| 1990    | Moya moryachka                                  | Lyudmila Pashkova                 | Compositora                      |
| 1991    | SeXkazka                                        | Diana                             |                                  |
| 1991    | Vivat, gardemariny!                             | Yohanna                           |                                  |
| 1991    | Prosti nas, machekha Rossiya                    | Zimina                            |                                  |
| 1992    | Belyie odezhdy                                  | Tumanova                          |                                  |
| 1992    | Proschalnyie gastroli                           | Nina Vladimirovna                 |                                  |
| 1992    | Gardemariny 3                                   | Yohanna                           |                                  |
| 1993    | Lyublyu                                         | -                                 |                                  |
| 1993    | Poslushai, Fellini!                             | Vera                              |                                  |
| 1994    | Prokhindiada 2                                  | Yekaterina Lyubomudrova           |                                  |
| 1996    | Chetvero                                        | -                                 |                                  |
| 1997    | Stranyie pesni o glavnom 2                      |                                   | Programa especial                |
| 2000    | Stranyie kliachi                                | Yelizabeta                        |                                  |
| 2000    | Stranyie pesni o glavnom                        |                                   | Programa especial                |
| 2000    | Zhenskoe schastiye                              | Margarita                         |                                  |
| 2000    | Proschai, dvadtsatyý                            |                                   |                                  |
| 2002    | Bessovlestnye                                   |                                   |                                  |
| 2004    | Esli zavtra v pokhod                            |                                   |                                  |
| 2004-06 | Ostorozhno, zadov!                              | Tonia                             | Serie de TV                      |
| 2005    | Dvenadtsat stulyev                              | Elena Vour                        | TV Movie                         |
| 2006    | Vzyat Tarantinu                                 | Anna Vaslievna                    | Serie de TV                      |
| 2006    | Karnavalnaya noch 2, ili pyatdesyat let spustia |                                   | Cameo                            |
| 2008    | Vyshaya mera                                    | Glava krymskoi mafii              | Serie de TV                      |
| 2010    | Pyostryie sumerki                               | Anna Semenova                     | Directora Compositora            |

### Discografía

#### LP
| Año  | Álbum                  |
| ---- | ---------------------- |
| 1979 | Benefis                |
| 1980 | Muzyka Sovetskovo kino |
| 1982 | Pesni voiny            |
| 1984 | Lyubimiye pesni        |
| 1985 | Retsent ieio molodosti |
| 1992 | Da ne veritsia         |

#### CD
| Año  | Álbum                                               |
| ---- | --------------------------------------------------- |
| 1994 | Lyublyu                                             |
| 1995 | Khorosheie nastroeniye                              |
| 1996 | Grustnaya plastinka (Chto znaet o lyubvi lyubov...) |
| 1997 | Pesani voiny                                        |
| 1998 | Vyuro schastia (muzikl)                             |
| 2001 | Proschai, Dvadtsatyý... (2CD)                       |
| 2001 | Aktyor i pesnia. Lyudmila Gurchenko                 |
| 2002 | Madlen, spokoino!                                   |
| 2004 | Zhizn kak dym...                                    |
| 2006 | Ne grusti!                                          |
| 2011 | Belyý sneg                                          |